# 1471

## Esdeveniments
Països Catalans
- Barcelona va patir una plaga de puces. D'aquí es recorda l'any de la picor.[1]
- Primera referència documental a la masia de Can Ramoneda (Esplugues de Llobregat).
- 25 de novembre: Batalla de Santa Coloma de Gramenet, durant la Guerra Civil Catalana.

Resta del món
- Es funda el primer observatori europeu a Nuremberg.
- Es publica l'Antidotarium de Nicolau Prepòsit.
- 9 d'agost: Francesco della Rovere és escollit papa amb el nom de Sixt IV.

## Naixements
Països Catalans
Resta del món
- 21 de maig - Nuremberg: Albrecht Dürer, artista renaixentista alemany (m. 1528).[2]

## Necrològiques
Països Catalans
Antoni Pere Ferrer, 27è president de la Generalitat de Catalunya.
Resta del món
- 20 de maig - Londres: Enric VI, rei d'Anglaterra (n. 1421).[3]
- 26 de juliol - Roma: Pau II, papa de Roma.
- 21 de novembre - Funchal: João Gonçalves Zarco, explorador portuguès.